# Georges Bloch
Georges Bloch (geboren am 24. Juli 1901 in Zürich; gestorben am 15. Mai 1984 ebenda; heimatberechtigt in Radelfingen) war ein Schweizer Unternehmer, Kunstsammler und Mäzen.

## Leben und Werk
Georges Bloch war der Sohn des Tuchhändlers Adolf Bloch und der Reine geborene Levy. Er erhielt eine kaufmännische Ausbildung und trat in das Unternehmen seines Vaters ein, das er später übernahm. Bloch heiratete 1930 Jenny Margot.
Bloch kam auf Geschäftsreisen nach England und Frankreich in Kontakt mit Kunstsammlern und Galeristen. Er lernte Pablo Picasso kennen und erwarb von diesem zahlreiche Graphiken. Bloch inventarisierte das graphische Werk Picassos und publizierte von 1968 bis 1979 einen vierbändigen Katalog zu diesem. Zur Förderung junger Kunstschaffender gründete er 1971 die «Stiftung für graphische Kunst in der Schweiz». Das Stiftungsvermögen stammte aus dem Erlös der Auflage einer Lithographie, die Picasso Bloch schenkte. Im folgenden Jahr begann Bloch der Gottfried Keller-Stiftung und der Graphischen Sammlung der ETH Zürich Hunderte von Graphiken zu schenken. Das Kapital der «Georges und Jenny Bloch-Stiftung» entstand aus dem Verkauf seiner übrigen Sammlung. Diese fördert vorwiegend im Bereich der bildenden Kunst und unterstützt Bedürftige, Behinderte und Kranke sowie unbemittelte Jugendliche.
Bloch war Gründer verschiedener Vereinigungen für die Flüchtlingshilfe. Die Universität Zürich zeichnete ihn 1981 mit der Ehrendoktorwürde aus. Das Kunsthistorische Institut der Universität gibt seit 1994 ein «Georges-Bloch-Jahrbuch» heraus. 

## Schriften
- Pablo Picasso. Catalogue de l’œuvre gravé et lithographié = Catalogue of the printed graphic work = Katalog des graphischen Werkes. 4 Bände. Kornfeld und Klipstein, Bern 1968–1979.
- Pablo Picasso. Druckgraphik. Gottfried Keller-Stiftung, Bern 1972.
- Graphik von Pablo Picasso. Aus Sammlung Georges Bloch, Auktion in Bern, 21. Juni 1973 (Katalog). Kornfeld und Klipstein, Bern 1973.

## Belege
1. 1 2 3  Pierre Chessex: Georges Bloch. In: Historisches Lexikon der Schweiz.  13. November 2002.
2. ↑  Stiftung für die Graphische Kunst in der Schweiz bei kulturfoerderung.ch.
3. ↑  Georges und Jenny Bloch-Stiftung bei kulturfoerderung.ch.

| Personendaten    | Personendaten                                  |
| ---------------- | ---------------------------------------------- |
| NAME             | Bloch, Georges                                 |
| ALTERNATIVNAMEN  | Bloch, Josef Ben Awraham (israelitischer Name) |
| KURZBESCHREIBUNG | Schweizer Unternehmer, Kunstsammler und Mäzen  |
| GEBURTSDATUM     | 24. Juli 1901                                  |
| GEBURTSORT       | Zürich, Schweiz                                |
| STERBEDATUM      | 15. Mai 1984                                   |
| STERBEORT        | Zürich, Schweiz                                |